# Nicholas Eden, Bá tước thứ 2 xứ Avon
Nicholas Eden, Bá tước thứ hai xứ Avon, OBE  (3 tháng 10 năm 1930 – 17 tháng 8 năm 1985), Viscount Eden theo phong cách từ năm 1961 đến 1977, là một sĩ quan quân đội Anh và sau đó, một chính khách Bảo thủ. Ông là con trai của Thủ tướng Sir Anthony Eden và người vợ đầu tiên của ông, Beatrice (nhũ danh Beckett).

## Sự nghiệp
Được gọi cho Dịch vụ Quốc gia, Eden được bổ nhiệm một trung úy thứ hai trong Quân đoàn súng trường Hoàng gia King, trung đoàn cũ của cha ông, vào ngày 20 tháng 5 năm 1950. Ông chuyển sang một ủy ban quân đội lãnh thổ có hiệu lực từ ngày 6 tháng 8 năm 1953, cùng cấp bậc (thâm niên từ ngày 20 tháng 5 năm 1950), và được thăng cấp trung úy từ cùng ngày (thâm niên từ ngày 17 tháng 1 năm 1952). He was promoted to acting captain on ngày 1 tháng 3 năm 1956, đến thứ hạng đáng kể vào ngày 3 tháng 10 năm 1957 (thâm niên từ ngày 1 tháng 3 năm 1956), để hành động chính vào ngày 1 tháng 11 năm 1959 và để thực hiện chuyên ngành vào ngày 3 tháng 10 năm 1964 (thâm niên từ ngày 1 tháng 11 năm 1959.  Ông được bổ nhiệm OBE trong danh hiệu Năm mới 1970 cho nghĩa vụ quân sự của mình.
Eden đã thành công trước cái chết của cha mình vào năm 1977, anh trai phi công Simon Gascoigne Eden đã tử trận vào tháng 6 năm 1945, khi đang làm hoa tiêu với RAF ở Miến Điện.

### Dịch vụ chính phủ
Sau khi trở thành cấp bậc trung tá trong Áo xanh Hoàng gia, Quý ngài Avon phục vụ dưới quyền Margaret Thatcher với tư cách là Quý ngài chờ đợi từ năm 1980 đến 1983, với tư cách là Bộ trưởng Bộ Năng lượng từ năm 1983 đến 1984 và là Bộ trưởng dưới quyền của Nhà nước vì Môi trường từ năm 1984 cho đến khi ông từ chức "vì sức khỏe yếu" vào tháng 3 năm 1985, ngay trước khi ông qua đời.

## Đời tư
Được biết đến rộng rãi là đồng tính luyến ái, Quý ngài Avon chưa lập gia đình và chết vì các biến chứng liên quan đến AIDS ở tuổi 54.  Nguyên nhân tử vong trong giấy chứng tử được xác định là viêm não màng não hay "viêm não." Sau khi chết, danh hiệu của ông đã tuyệt chủng.  Vào thời điểm qua đời, The News of the World xác định một người đàn ông "được liệt kê là ủy quyền hỏa táng xác Avon như một người buôn đồ cổ sống cùng Avon ở Holland Park".